# Kulturbund

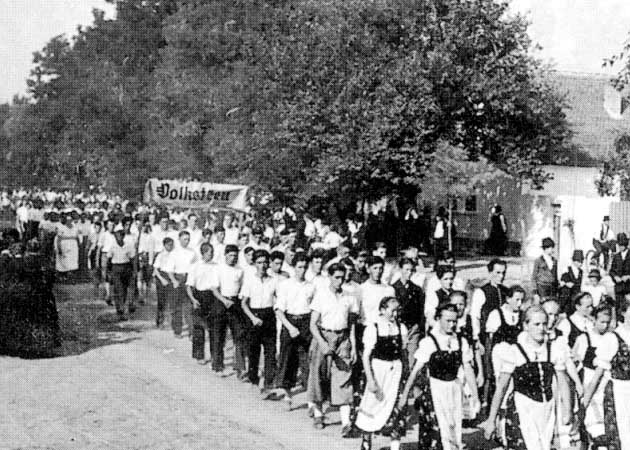
Pochod členů organizace ve vesnici Bački Gračac.

Kulturbund, celým názvem Schwäbisch-Deutscher Kulturbund byla kulturní a společenská organizace Němců, kteří žili na území Království Jugoslávie v meziválečném období existence státu. Sdružovala především to obyvatelstvo, které se označovalo jako tzv. Podunajští Švábové, tedy Němci, kteří dlouhodobě žili na území dnešní Vojvodiny (a částečně i Rumunska a Maďarska. Kulturbund působil na území dnešní Vojvodiny, aktivity ale vyvíjel také i v oblastech dnešního Slovinska a Chorvatska.

## Historie
Organizace byla založena dne 20. června 1920 v Novém Sadu. Organizace byla ustanovena za přítomnosti okolo dvou tisíc jugoslávských Němců; jejich mottem se stalo heslo Státu a lidu věrní. Za svůj cíl si stanovila ekonomický a kulturní rozvoj a udržování čistoty německého jazyka. Až do roku 1924 působil Kulturbund jako čistě apolitická organizace; vzhledem k tomu, že poslanci Německé strany v roce 1924 nicméně v témže roce přešli do opozice, nařídila tehdejší jugoslávská vláda zákaz organizace. Ten však byl velmi rychle po nátlaku ze zahraničí revidován. Další zákaz přišel v lednu 1929 po královském převratu a ustanovení diktatury. V roce 1930 však byla činnost Kulturbundu obnovena, namísto ekonomické a duchovní činnosti se však soustředila především do oblasti školství a tedy udržování výuky v německém jazyce. Další zákaz proti organizaci byl vydán v roce 1936, ta po nějakou dobu působila skrytě.
Od roku 1934 začaly do organizace pronikat z Německa myšlenky národního socialismu. Došlo k rozporu a střetům mezi mladými národními socialisty a tradičními členy, kteří chtěli udržet původní chod organizace. Střety vyvrcholily v roce 1939, kdy se pronacisticky smýšlejícím členům podařilo převzít celou organizaci. Německá vláda tuto změnu velmi podporovala. Do Kulturbundu se podařilo začlenit více než 90 % jugoslávských Němců; organizace přejala způsoby řízení, fungování a stylu typického pro řadu nacistických organizací v Německu a okolních státech.
Po vypuknutí války v dubnu 1941 a obsazení Nového Sadu řada členů Kulturbundu vyšla do boje proti jugoslávské armádě a uspíšila příchod maďarské okupace. Během obsazení Nového Sadu v roce 1941 se členové organizace stáhli do budovy paláce Habag a očekávali potyčky s místním obyvatelstvem.
Členové organizace, stejně jako ostatní Podunajští Švábové, byli vzhledem ke kolaboraci s okupačními vojsky z Jugoslávie v roce 1945 vyhnáni.